# Manuel Prado Ugarteche
Manuel Prado Ugarteche (Lima, 21 aprile 1889 – Parigi, 15 agosto 1967) è stato un politico e banchiere peruviano, ha ricoperto la carica di presidente del Perù dal 28 luglio 1939 al 28 luglio 1945 e dal 28 luglio 1956 al 18 luglio 1962.

## Biografia
Figlio del già presidente Mariano Ignacio Prado, suo fratello maggiore, Leoncio Prado Gutiérrez, è stato un militare ed eroe di guerra, caduto nella battaglia di Huamachuco, durante la Guerra del Pacifico. Formatosi inizialmente presso il collegio privato cattolico dell'Immacolata (de la Inmaculada) di Lima, Prado Ugarteche ha poi proseguito gli studi presso la'Universidad Nacional Mayor de San Marcos dove ha conseguito il baccellierato (bachillerato) nel 1907 e il dottorato nel 1910; contemporaneamente studia ingegneria presso l'Universidad Nacional de Ingeniería, presso la quale si laurea in ingegneria civile nel 1911. In qualità di giovane ufficiale partecipò al colpo di Stato che rovescia il presidente peruviano Guillermo Billinghurst nel 1914.